# Cade Marlowe
Matthew Cade Marlowe (Tifton, Georgia, 24 de junio de 1997), más conocido como Cade Marlowe, es un jugador profesional estadounidense de béisbol que se desempeña en la posición de jardinero izquierdo en Seattle Mariners, equipo de las Grandes Ligas de Béisbol (MLB).

## Carrera
En 2023, Marlowe hizo su debut en la MLB con el equipo Seattle Mariners, donde lleva jugando dos temporadas.